# Kölkedy Mihály

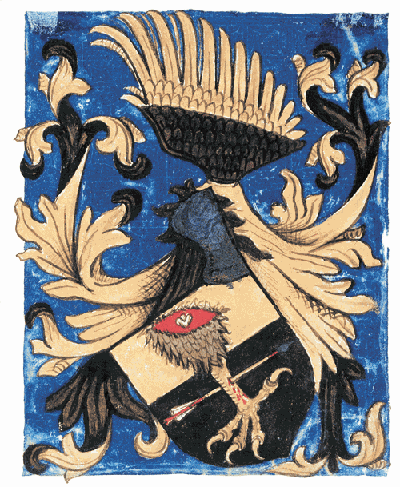
A Kölkedy család címere

Kölkedy Mihály (Kőkedy, Kükedy) (17. század – 18. század) római katolikus pap, főesperes, egyházi író.
Kölkedy Mihály vélhetően a rábaközi Páli községben született. Gróf Kollonich Lipót győri püspök felismerte tehetségét és 1695-ben a bécsi Pázmáneumba küldte tanulni. Keresztély Ágost győri püspök, a későbbi hercegprímás is támogatta és jelentős egyházi pozíciókba emelte.
1705-től köveskúti plébános volt. 1713-ban komáromi és rábaközi főesperes lett, s még ez évben báró Amadé Ádámmal együtt győri kanonokká is kinevezték. 1718-ban locsmándi főesperes volt. 1718-23 között a győri székesegyház főesperese volt.
Kölkedy a bécsi jezsuitáknál magas szintű képzésben részesült, kiválóan beszélt magyarul, németül, latinul és jártas volt a görög és héber nyelvben is. Számos latin nyelvű beszéde nyomtatásban is megjelent.